# Jamaica en los Juegos Paralímpicos de Atlanta 1996
Jamaica estuvo representada en los Juegos Paralímpicos de Atlanta 1996 por tres deportistas, dos hombres y una mujer.

## Medallistas
El equipo paralímpico jamaicano obtuvo las siguientes medallas:
| Nombre       | Deporte   | Evento                   |
| ------------ | --------- | ------------------------ |
| Oro          |           |                          |
| —            |           |                          |
| Plata        |           |                          |
| —            |           |                          |
| Bronce       |           |                          |
| Sylvia Grant | Atletismo | Jabalina F55-57 femenino |